# 7th Legion
7th Legion est un jeu vidéo de stratégie en temps réel développé par Vision Software et Epic MegaGames et publié par MicroProse le 30 septembre 1997 sur PC. Il se déroule dans un univers de science-fiction dans lequel deux factions, la Septième Légion et les Chosen, s'affrontent pour la domination du monde. Contrairement à d'autres jeux du genre, il n’intègre pas la nécessité de collecter des ressources. Le joueur se voit ainsi périodiquement allouer des crédits, qui lui permettent de construire des bâtiments ou de produire des unités, et il obtient de plus une prime pour chaque unité ennemie éliminée par ses troupes ou en accomplissant des missions secondaires. L'autre originalité du jeu réside dans son système de cartes de batailles à usage unique qui permettent par exemple de détruire une ou plusieurs unités ennemies, de prendre le contrôle de bâtiments adverse, d’invoquer des créatures, de soigner des unités ou de les rendre plus rapide, plus puissante ou invisibles. Chaque joueur dispose au départ de cinq de ces cartes et en obtient une nouvelle à intervalle régulier.

## Trame
7th Legion relate les affrontements entre deux factions, la Septième Légion et les Chosen, pour la domination du monde.

## Système de jeu
7th Legion est un de jeu de stratégie en temps réel. Contrairement aux précédents jeux du genre, dans lesquels le joueur doit collecter des ressources pour développer sa base et des technologies afin de défaire ses ennemis grâce à la supériorité numérique et technologique de son armée, 7th Legion n’intègre pas la nécessité de collecter des ressources. A la place, le joueur se voit périodiquement allouer des crédits par son centre de commandement sans que cela ne nécessite d’unités ou de structures dédiés à cet effet. Il obtient de plus une prime de crédit pour chaque unité ennemie éliminée par ses troupes ou en accomplissant des missions secondaires, qui peuvent consister à éliminer un certain nombre d’ennemi en un certain temps ou à détruire un bâtiment spécifique. Outre des crédits supplémentaires, chaque ennemi tuée rapporte de l’expérience aux unités du joueur, qui leur permet de gagner des points de vie ou d’augmenter leur puissance de feu. Une autre originalité du jeu réside dans son système de cartes de batailles dotées d’effets spécifiques qui peuvent renverser le cours d’un affrontement. Chaque joueur dispose au départ de cinq de ces cartes et en obtient une nouvelle à intervalle régulier. Ces cartes peuvent être utilisées une seule fois et permettent par exemple de détruire une ou plusieurs unités ennemies, de prendre le contrôle de bâtiments adverse, d’invoquer des créatures, de soigner des unités ou de les rendre plus rapide, plus puissante ou invisibles. Au total, le jeu propose un éventail de 52 cartes de batailles différentes. 
Comme dans les jeux de stratégie en temps réel classiques, le joueur peut construire des bâtiments lui permettant de produire différents types d'unités et de débloquer des infrastructures plus évoluées. Au total, le jeu en inclus une douzaine dont un centre d'entrainement, une usine, un hôpital, un laboratoire de recherche, une plate-forme de réparation et différents systèmes de défense. En matière d'unités, le jeu inclus notamment différents types de char d'assaut et d'infanterie mais aussi des prêtres lanceurs de sorts ou des cavaliers chevauchant des dinosaures.
Outre les scénarios standard, dans lesquels le joueur peut construire des bâtiments et produire de nouvelles unités, la campagne solo du jeu propose des missions d’infiltration dans lesquelles le joueur ne contrôle qu’un petit groupe de soldats dans une base ennemi avec pour objectif de capturer ou de détruire une structure spécifique. Le joueur ne disposant que d’un nombre de troupes limité, il doit éviter autant que possible les combats. Il ne dispose de plus que d’une unique carte de bataille, permettant de soigner ses soldats. Le jeu propose également un mode multijoueur qui permet de jouer à deux par modem et jusqu'à quatre joueurs en réseau local ou sur Internet.

## Accueil
| 7th Legion            |      |       |
| Média                 | Pays | Notes |
| Computer Gaming World | US   | 3,5/5 |
| Game Revolution       | US   | D+    |
| GameSpot              | US   | 41 %  |
| Gen4                  | FR   | 2/5   |
| Joystick              | FR   | 60 %  |
| PC Gamer UK           | GB   | 70 %  |
| PC Jeux               | FR   | 79 %  |

À sa sortie, 7th Legion fait l’objet d’une critique plutôt mitigé du journaliste Gavin Hachiya Wasserman dans le magazine Computer Gaming World qui note tout d’abord qu’il se démarque des autres jeux de stratégie en temps réel en intégrant des éléments de hasard, avec son système de cartes de bataille, et en incitant le joueur à attaquer en permanence pour obtenir des crédits, via les primes et les missions secondaires. Il estime ainsi que s’il n’a pas la profondeur d’un jeu comme Total Annihilation, il constitue un « bon » jeu, « simple », « rythmé » et orienté sur l’action. Il juge en revanche qu’il souffre des lacunes de son intelligence artificielle et de ses missions d’infiltration « ennuyeuses » avant de conclure qu’il a néanmoins le mérite de proposer « un gameplay rafraichissant » avec ses systèmes de prime et de carte de bataille. Le journaliste Luc-Santiago Rodriguez du magazine Gen4 porte un regard plus critique sur le jeu qu’il décrit comme « un beau gâchis ». Il juge en effet que s’il propose un gameplay « très rythmé » et des « innovations excellentes », dont les cartes de batailles et l’avancement des unités, il souffre également de gros défauts avec notamment des graphismes inférieurs à ceux de ses concurrents, des animations décevante, sa lenteur, son interface brouillonne et son manque d’originalité. Il juge ainsi qu’en dehors de quelques bonnes idées, il reste « un clone assez banal » et « décevant » de Command and Conquer. Le journaliste du magazine Joystick est également très critique et estime que s’il part d’une bonne idée, avec son système de cartes de bataille, celle-ci est mal exploité tant les pouvoirs des cartes sont complètement disproportionnés et laissent de la place au hasard. Il ajoute que ses beaux graphismes et ses quelques idées intéressantes sont de plus gâchés par la stupidité des unités et par le manque d’ergonomie de son interface, qui ne permet ni de construire des unités à la chaine, ni de définir l’itinéraire d’une unité, avant de conclure qu’il souffre de plus de la comparaison avec Total Annihilation et Dark Reign.